# Juli Alexandrowitsch Kwizinski

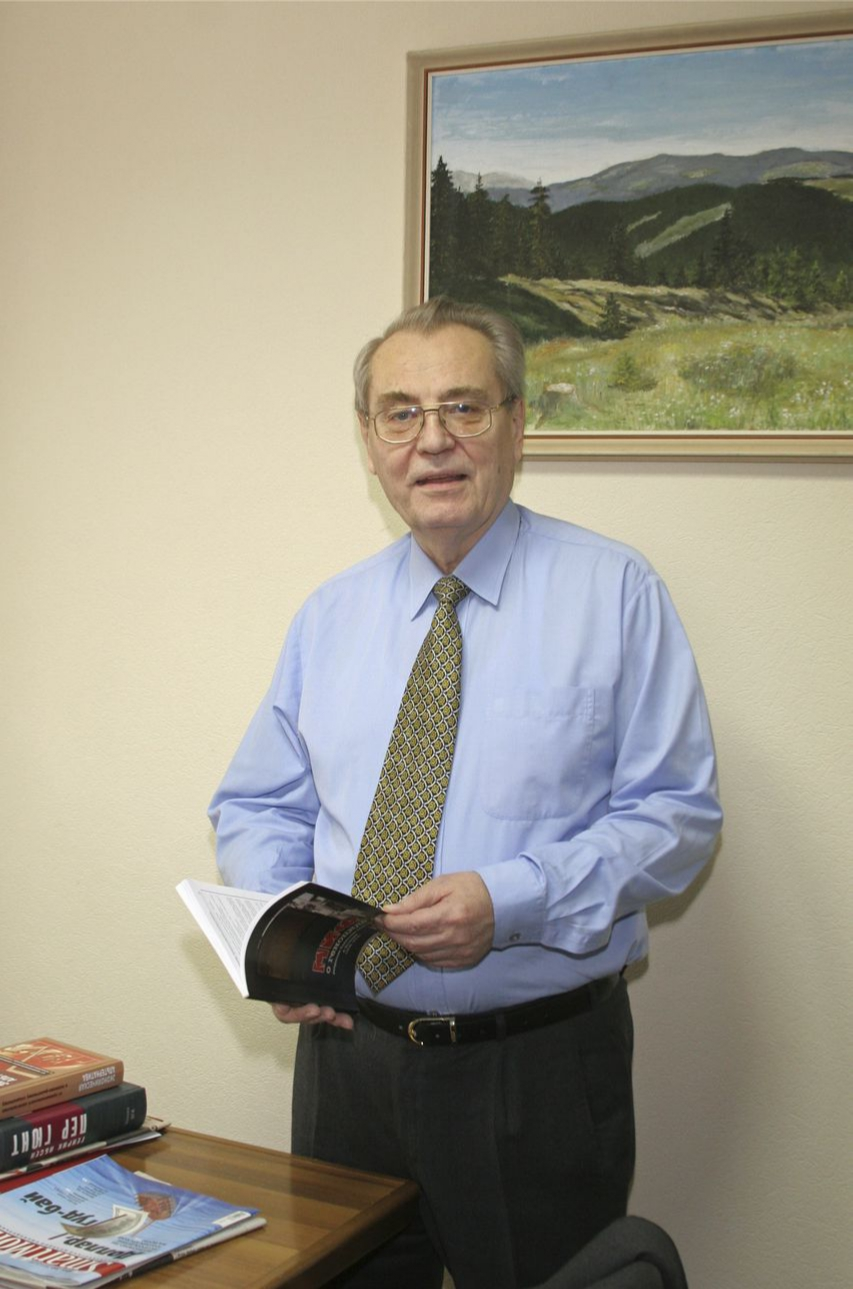
Juli Alexandrowitsch Kwizinski in Okt 2007

Juli Alexandrowitsch Kwizinski (russisch Юлий Александрович Квицинский; * 28. September 1936 in Rschew; † 3. März 2010 in Moskau) war ein sowjetischer Diplomat und Politiker. Er war sowjetischer Botschafter in der Bundesrepublik Deutschland sowie stellvertretender Außenminister der UdSSR.

## Leben
Juli Kwizinski wuchs in Krasnojarsk auf, wo seine Eltern am Sibirischen Institut für Forstwirtschaft tätig waren. In der Kriegszeit nach 1941 war das Erlernen von Fremdsprachen von zufällig engagierbaren Lehrern abhängig, für Kwizinski fand sich eine Deutschlehrerin. Er lernte Cello spielen und profitierte vom Kontakt, den seine Eltern zur „alten Intelligenz“ in Krasnojarsk knüpften, Beziehungen, die sein großes Interesse für westeuropäische Geschichte, Literatur und Kultur verursachten.
Mit dem erworbenen Reifezeugnis bewarb er sich 1953 für das Moskauer Staatliche Institut für Internationale Beziehungen (MGIMO) – zu jener Zeit eine der besten geisteswissenschaftlichen Hochschulen des Landes –, wo er in die Fakultät für Internationale Wirtschaftsbeziehungen aufgenommen wurde. Er lernte Norwegisch, entwickelte sich aus Leidenschaft zum Skandinavien-Spezialisten und legte die Prüfungen aller Studienjahre mit Auszeichnung ab. In diese Zeit fiel auch seine Eheschließung mit Inga Kusnezowa, einer angehenden Französischlehrerin. An ein Auslandspraktikum an der Sowjetischen Botschaft in der DDR schloss sich nach dem 1959 bestandenen Diplom und Promotion in Rechtswissenschaft dort der Eintritt in den diplomatischen Dienst mit der Funktion des Chefdolmetschers an. 1962 wurde er Kulturattaché für West-Berlin. Unter den vielen Mitgliedern der Studentenbewegung, die in jenen Jahren einen Abstecher in die Sowjetische Botschaft in Ost-Berlin machten, war auch Rudi Dutschke.
Kwizinski verließ im September 1965 Berlin, widmete sich seiner Dissertation und habilitierte sich 1968 mit dem Thema Westberlin und sein Platz im System der gegenwärtigen internationalen Beziehungen an der DDR-Akademie für Staats- und Rechtswissenschaft. Er wurde, als Walentin Falin die Leitung der Deutschlandabteilung des Außenministeriums übernahm, zum Experten jener Abteilung bestimmt. Noch waren aber Verhandlungen wie jene zwischen Falin und Egon Bahr, die zum Moskauer Vertrag führten, für ihn nur aus der Ferne zu beobachten. Durchgehend mittendrin arbeitete er jedoch schon von März 1970 bis August 1971 bei den Verhandlungen über den Viermächtestatus Berlins, wobei er für den Botschafter Reden schrieb und Unterhändler in der Expertengruppe für die Ausarbeitung des Textes des Berlin-Abkommens war. Ein von ihm selbst beigesteuertes Detail war die Vereinbarung darüber, in West-Berlin ein Generalkonsulat der Sowjetunion zu eröffnen, das anschließend fast zwanzig Jahre lang bestand.
Anfang 1973 markierte in Wien ein Vieraugengespräch mit Jonathan Dean, ein als Freund betrachteter Diplomat und bis dahin US-Botschafter in Prag, den Beginn der MBFR-Verhandlungen, Kwizinski erhielt den Status des „Außerordentlichen und Bevollmächtigten Gesandten“, wurde im Februar 1974 aber wieder abberufen. Ein Versuch, Botschafter in Spanien zu werden, schlug fehl, stattdessen beschäftigten ihn in der beginnenden Ära Genscher Abkommen und Programme für die Zusammenarbeit mit der Bundesrepublik Deutschland. 1978 bot man Kwizinski an, als Gesandter nach Bonn zu gehen, „ein trüber Ort in der Weltpolitik“, wie er zuerst meinte, der aber bald mit Tätigkeiten aufwartete, die interessanter als erwartet waren. Schon im September 1981 brauchte Andrei Gromyko ihn wieder in Moskau als Botschafter zur besonderen Verwendung, in den Verhandlungen für eine nukleare Raketenabrüstung in Europa. Ein bekannt gewordenes Ereignis war dabei ein Gespräch unter vier Augen, das zwischen Kwizinski und Paul Nitze am 16. Juli 1982 auf einem Waldspaziergang bei Saint-Cergue stattfand. Das als „Waldvariante“ angepeilte Gleichgewicht an Waffen fand seinen Weg in die Presse und diente nach dem Scheitern der Verhandlungen als Diskussionsgrundlage für einen nochmaligen Versuch. Ronald Reagans unter dem Kürzel SDI bekannt gewordene Pläne zur Aufrüstung des Weltalls sorgten für ein neues wichtiges Thema, und bei den Verhandlungen zwischen den Supermächten war es unter dem Delegationsleiter Victor Karpow an Juli Kwizinski, die Verhandlungen zu führen.
1986 wurde Kwizinski erneut Botschafter in der Bundesrepublik, bevor er im Mai 1991 zum Ersten Stellvertreter des Außenministers aufstieg – die Position, in der er das Ende der Sowjetunion erlebte. In der Folgezeit blieb er überzeugter Kommunist. Von 1997 bis 2003 war er russischer Botschafter in Norwegen. Er zählte von 2003 an zur KP-Fraktion der Duma, wo er stellvertretender Vorsitzender des Außenpolitischen Ausschusses war.

## Werke
- (unter dem Pseudonym Viktor N. Beleckij) Sozialistische Diplomatie. Staatsverlag der DDR, Berlin-Ost 1974.
- (unter dem Pseudonym Viktor N. Vysockij) Unternehmen Terminal. Zum 30. Jahrestag des Potsdamer Abkommens. Staatsverl. der DDR, Berlin-Ost 1975.
- (unter dem Pseudonym Viktor N. Beleckij) Die Politik der Sowjetunion in den deutschen Angelegenheiten 1945–1976. Berlin-Ost 1977.
- Vor dem Sturm. Erinnerungen eines Diplomaten. Siedler Verlag, Berlin 1993, ISBN 3-88680-464-X.